# Utrecht van A tot Z

## A
A2 -
A12 -
A27 -
A28 - 
A-Eskwadraat - 
Academiegebouw - 
Academisch Ziekenhuis Utrecht - 
Achter de Dom 7 - 
Achterdijk -
Achthoven (Montfoort) - 
Achthoven (Vijfheerenlanden) -
Alblasserwaards -
2e Algemene Begraafplaats Kovelswade - 
Algemene Begraafplaats Leidsestraatweg -
Algemene Begraafplaats Maarssen - 
Algemene Begraafplaats Montfoort - 
Amadeus Lyceum - 
Amaliastichting - 
Ambachtsschool Schoolplein - 
Ameide -
Amersfoort -
De Amersfoortse Berg - 
't Amsterdammertje - 
Artibus - 
Atrium (school) - 
Austerlitz

## B
Baarn - 
De Baarnse Suikerwerkenfabriek - 
Bedelaarskerkhof Willeskop - 
Begraafplaats Beeresteijn - 
Begraafplaats Daelwijck - 
Begraafplaats Hekendorp - 
Begraafplaats Nieuwe Zandweg - 
Begraafplaats Oud-Zuilen - 
Begraafplaats Rijnhof - 
Begraafplaats Rusthof - 
Begraafplaats Sint Barbara - 
Begraafplaats Soestbergen - 
Begraafplaats Tolsteeg - 
Beleg van Amersfoort (1427) - 
Bestuur Regio - 
Bibliotheek Eemland - 
Bierboot - 

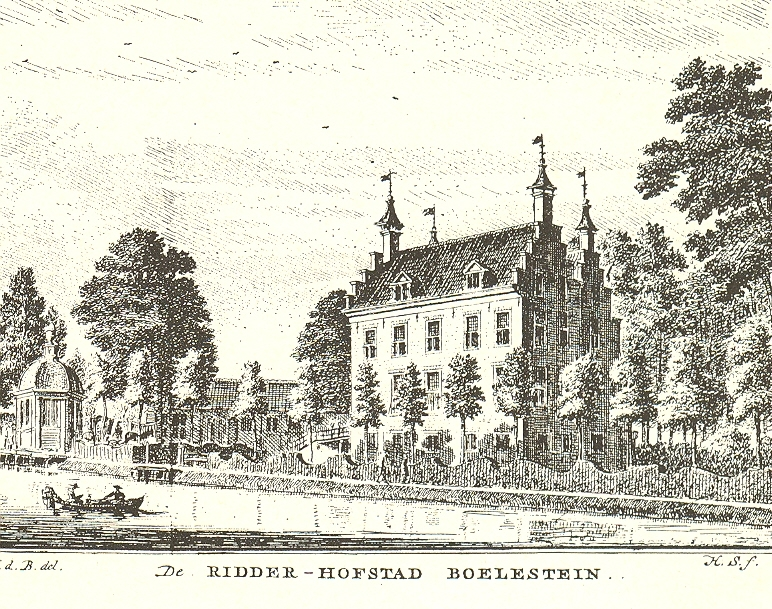
Bolenstein

Bijvoet Centrum voor Biomoleculair Onderzoek - 
De Bilt - 
Biltstraat - 
B.I.T.O.N. - 
Bolenstein - 
Bosch en Duin - 
Botanische Tuin Fort Hoofddijk - 
Botanische Tuinen Universiteit Utrecht - 
Breukelen - 
Bunnik -
Bunschoten - 
Burger Partij Amersfoort

## C
Cabauw - 
Casa Confetti - 
Catharijnegasthuis - 
Cavaleriemuseum - 
Centraal Militair Hospitaal - 
Centraalspoorweg - 
Centrum voor Informatisering en Mediagebruik - 
Christelijk Gymnasium Utrecht - 
Constantinianum -
Corderius College - 
Cronenburgherbrug - 
CU2030

## D
Daltonschool Rijnsweerd - 
Demka-spoorbrug - 
Den Dolder - 
Depositum Custodi - 
Diakonessenhuis - 
Dom - 
Driebergen-Rijsenburg

## E
ECU '92 - 
Eembrugge -  
Eemlands -
Eemnes - 
Eemnessersluis - 
Eemnes-Binnen - 
Eemvallei - 
Het Element - Taalcentrum - 
Eligenstraat - 
Ellendigenkerkhof -
Evangelische Hogeschool - 
Excelsior Deo Iuvante

## F
Farel College - 
F.C. Dondersstraat - 
Federatie Utrechtse Gezelligheidsverenigingen - 
De Flint - 
Fontys Hogeschool Theologie Levensbeschouwing - 
Frame (tijdschrift) - 
Freudenthal Institute for Science and Mathematics Education - 
Furkabaan

## G
Gaardbrug - 
Galecopperbrug - 
Geertebrug - 
Gieltjesdorp - 
Goejanverwellesluis - 
Goethebrug - 
Grafisch Lyceum Utrecht - 
Grebbeberg - 
Grebbelinie - 
Griftbrug -
Grote sluis Vianen - 
GSG Guido de Brès

## H
Haanwijkersluis - 
Hagesteinsebrug - 
Harmelen - 
Heiligenbergerbeek - 
Hekendorp - 
Heksenprocessen te Amersfoort en Utrecht - 
Heren van Amstel - 
Hervormde begraafplaats Oudewater - 
Het Nieuwe Eemland -
Huis te Linschoten - 
Huis ter Heide - 
Hogeschool De Horst - 
Hogeschool Domstad - 
Hogeschool Utrecht - 
Hogeschool voor de Kunsten Utrecht - 
Hoog Catharijne - 
't Hooghe Landt -
Hoornbeeck College -
Houten - 
Hucbald (studievereniging) - 
Humanistisch Historisch Centrum

## I
IJsselstein - 
Industriehavenbrug -
Instituut voor Gebaren, Taal & Dovenstudies

## J
Jaap Bijzerwetering - 
Jaarbeurs Utrecht - 
Jaarbeursplein - 
Jan Blankenbrug - 
Janskerkhof - 
Joodse begraafplaats (Maarssen) - 
Joodse begraafplaats (Rhenen) - 
Joodse begraafplaats - 
Junior College Utrecht

## K
Kamerikse Wetering - 
Kamp Amersfoort - 
De Kampanje -
Kanis - 
Kantongerecht Amersfoort - 
Kathedrale Koorschool Utrecht - 
Katholieke Theologische Universiteit Utrecht - 
Kedichem -
Kerklaan - 
Keulse Vaart - 
Knooppunt Eemnes - 
Knooppunt Everdingen - 
Knooppunt Hoevelaken - 
Knooppunt Laagraven - 
Knooppunt Lunetten - 
Knooppunt Oudenrijn - 
Knooppunt Rijnsweerd - 
Kockengen - 
Koekoeksvaart - 
Koninginnensluis - 
Koninklijke Utrechtsche Studenten Vereeniging tot Vrijwillige Oefening in den Wapenhandel - 
Kortrijk (Nederland) -
Kraaienestersluis - 
Kromme Nieuwegracht -  
Kromme Rijn - 
Kruisvaart

## L
Laagte van Pijnenburg -
Landschap -
Langs de Vecht - 
Leerbroek -
Leerdam -
Leeuwenbergh Gasthuis - 
Lek -
Lekbrug - 
Leusden - 
Leusden PON - 
Leusderheide - 
Lexmond -
Lijst van Amersfoorters - 

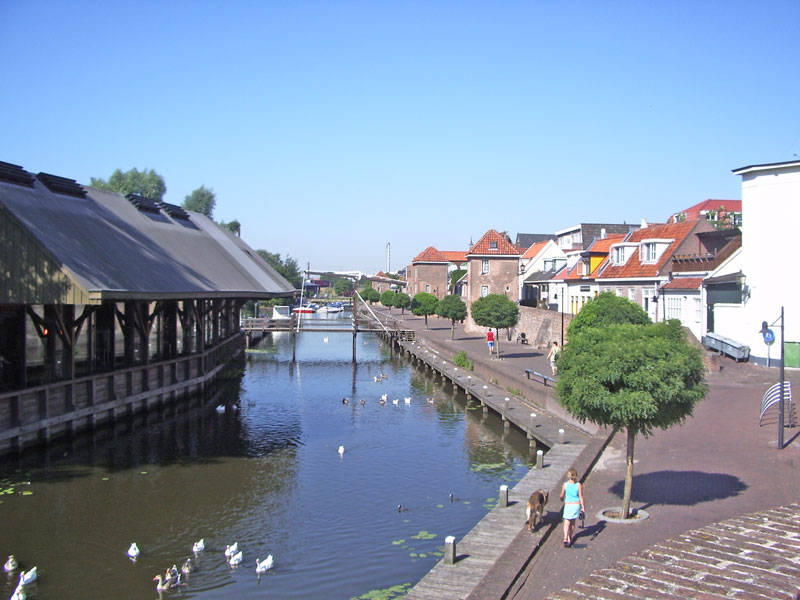
Leerdam

Lijst van beelden in Amersfoort-zuid - 
Lijst van beelden in Leusden - 
Lijst van beelden in Utrecht (provincie) - 
Lijst van bruggen over de Utrechtse Vecht - 
Lijst van burgemeesters van Amersfoort - 
Lijst van Joodse begraafplaatsen in Utrecht (provincie) - 
Lijst van rectores magnifici van de Universiteit Utrecht - 
Lijst van Utrechters - 
Lijst van Veenendalers - 
Lijst van Zeistenaren - 
Van Lodenstein College - 
Loenen aan de Vecht - 
Loenen (Stichtse Vecht) - 
Loenersloot - 
Lopik (gemeente) - 
Lunetten op de Houtense Vlakte

## M
Maarssen -
Maarssenbroek - 
Maarsseveen - 
De Marge - 
Marnix Academie - 
Meije -
Mijnden (Stichtse Vecht) - 
Militair ereveld Grebbeberg - 
Minderbroederklooster - 
Molenpolder - 
Montfoort - 
Monumenten Inventarisatie

## N
Nationaal Glasmuseum -
De Nederlanden (restaurant) - 

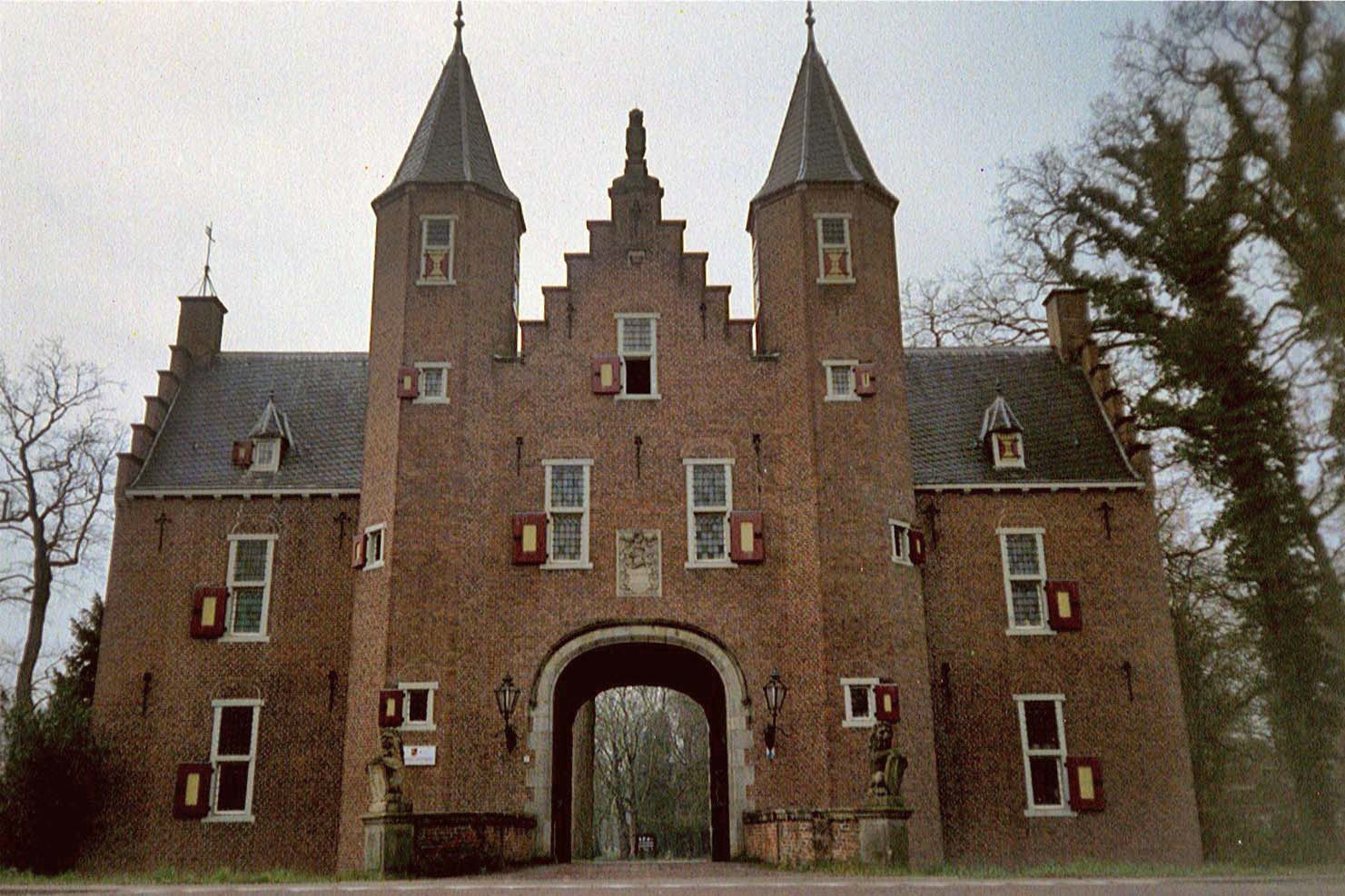
Nijenrode

Nederlands Gereformeerd Seminarie - 
Nederlands Hervormde Begraafplaats Hoge Vuurseweg - 
Nederlandsche Buurtspoorweg-Maatschappij - 
Nedersticht - 
Netherlands Proteomics Centre - 
Neude -
Nieuwe Algemene Begraafplaats De Stuivenberg - 
Nieuwe Algemene Begraafplaats Meeuwenlaan - 
Nieuwegein - 
Nieuwerhoek (buurtschap) - 
Nieuwersluis - 
Nieuwer Ter Aa - 
Nigtevecht - 
Nijenrode -
Noordeinde (Stichtse Vecht) - 
Nyenrode Business Universiteit

## O
Odijk - 
Onderwijs in Utrecht (stad) - 
Ooglijdersgasthuis - 
Oorsprong - 
Oosterwijk -
Openbaar vervoer in Utrecht - 
Oud-Aa - 
Oud-Maarsseveen - 
Oud-Zuilen - 
Oude Algemene Begraafplaats Doorn - 
Oude Algemene Begraafplaats Driebergen - 
Oude Algemene Begraafplaats Hogewal - 
Oude Algemene Begraafplaats Zeist - 
Oude begraafplaats (Baarn) - 
Oudegracht - 
Oude Rijn (Harmelen-Noordzee) -
Oude Sluis - 
Oudewater - 
Oudkerkhof

## P
Paleis Soestdijk - 
Payenborg - 
Pendeldienst Utrecht Centraal – Utrecht Maliebaan - 
Pietersbrug -
Pieterskerkhof - 
Plofsluis - 
Politiek in Utrecht (provincie) - 
Portengen - 
Portengense Brug - 
Prinses Beatrixsluizen - 
Prinses Irenesluizen - 
Provinciehuis

## R
Renswoude - 
Restaurant Kasteel Heemstede - 
Rhenen - 
Rietendakschool - 
Rijks Veeartsenijschool - 
De Ronde Venen - 
Rooms-katholieke begraafplaats Montfoort - 
Rooms-katholieke begraafplaats Oudewater - 
RTV Utrecht

## S
Schonauwen - 
School voor Journalistiek - 
Schoonrewoerd -
Sint Antonius Ziekenhuis (voormalig ziekenhuis Utrecht) - 
Sluis- en Stuwcomplex Amerongen - 
Sluis- en stuwcomplex Hagestein - 
Smeetoren - 
Soest (Nederland) - 
Sonnenborgh -
Sovjet Ereveld Leusden - 
Spoorlijn De Bilt - Zeist - 
Spoorlijn Den Dolder - Baarn - 
Spoorlijn Elst - Dordrecht - 
Spoorlijn Hilversum - Lunetten - 
Spoorlijn Kesteren - Amersfoort - 
Spoorlijn Utrecht - Boxtel - 
Spoorlijn Utrecht - Breda - 
Spoorlijn Utrecht - Kampen - 
Spoorlijn Utrecht - Rotterdam - 
Spoorlijn Woerden - Leiden - 
Sportcentrum Olympos - 
Stads- en Academisch Ziekenhuis Utrecht - 
Stads- en streekvervoer in Utrecht - 
St. Antonius Ziekenhuis -
Station Amersfoort Centraal - 
Station Hoevelaken - 
Station Amersfoort NCS -
Station Amersfoort Schothorst - 
Station Amersfoort Staat - 
Station Amersfoort Vathorst -   
Station Utrecht Centraal - 
Stedelijk Gymnasium Johan van Oldenbarnevelt - 
St. Joannes de Deo Ziekenhuis - 
Sticht Utrecht - 
Stichtse Rotonde - 
Stichtse Vecht

## T
Tabel van gemeenten in Utrecht - 
Tante Koosje - 
Theater Film Café De Lieve Vrouw - 
Tienhoven (Everdingen) - 
Tienhoven (Stichtse Vecht) - 
Tienhoven aan de Lek - 
Tramlijn Utrecht - Vreeswijk - 
Tramlijn Utrecht - Zeist

## U
De Uithof - 
Unie van Utrecht - 
Unitas Pharmaceuticorum - 
Unitas Studiosorum Rheno-Traiectina - 
Universitair Medisch Centrum Utrecht - 
Universiteit Utrecht - 
Universiteit voor Humanistiek - 
Universiteitsbibliotheek Utrecht - 
Universiteitsmuseum - 
University College Utrecht - 
Utrecht (stad) - 
Utrecht (provincie) - 
Utrecht (agglomeratie) - 
Utrechtsch Museum van Kunstnijverheid - 
Utrechtsch Studenten Corps - 
Utrechts Conservatorium - 
Utrechtse Biologen Vereniging - 
Utrechtse Geologen Vereniging - 
Utrechtse Heuvelrug (gemeente) -
Utrechtse Historische Studentenkring - 
Utrechtse kathedraalschool -
Utrechtse sodomieprocessen -
Utrechts Studenten Koor en Orkest

## V
Valleikanaal -
Veenendaal - 
Veenendaallijn - 
Vechtsluis (Maarssen) - 
Vereniging Oud-Utrecht - 
Vereniging van Utrechtse Geografie Studenten - 
C.S. Veritas - 
Verkeerstuin - 
Veterinair Studenten Corps Absyrtus - 
Vianen -
VIDIUS studentenunie - 
Vijfheerenlanden (gemeente) - 
Vijfheerenlanden (streek) -
Vijfheerenlands -
Vijfschaft - 
Vlag van Utrecht (provincie) - 
De Vlasakkers - 
Vliegbasis Soesterberg - 
Voetius - 
Vogelwacht Utrecht - 
Vooys - 
Vreeland

## W
Wagenwerkplaats Amersfoort - 
Wapen van Abcoude - 
Wapen van Abcoude-Baambrugge - 
Wapen van Abcoude-Proostdij -  
Wapen van Amerongen - 
Wapen van Hoogland - 
Wapen van Mijdrecht - 
Wapen van Odijk - 
Watertoren (Amersfoort) - 
Weerdsluis - 
Weersluis - 
WERV - 
Wijk bij Duurstede - 
Wilhelmina Kinderziekenhuis - 
Winkel van Sinkel - 
De Witte (restaurant) - 
Woerden - 
Woudenberg

## X Y Z
Zeist - 
Slot Zeist - 
Zuilen -
Slot Zuylen - 
Zonnegloren - 
Zorgcentrum Amersfoort - 
Zuideinde (Stichtse Vecht) - 
Zuwe Hofpoort Ziekenhuis
Drenthe van A tot Z · Flevoland van A tot Z · Friesland van A tot Z · Gelderland van A tot Z · Groningen  van A tot Z · Limburg (Nederland) van A tot Z · Noord-Brabant van A tot Z · Noord-Holland van A tot Z · Overijssel van A tot Z · Utrecht van A tot Z · Zeeland van A tot Z · Zuid-Holland van A tot Z

Nederland · provincies